# الرابطة القلمية
الرابطة القلمية هي جمعية أدبية أسسها أدباء مُهاجرون سوريون ولبنانيون في مدينة نيويورك في الولايات المتحدة الأمريكية عام 1920.

## تاريخها
بدأت فكرة الرابطة القلمية عام 1916 إلا أنها تأسست رسميا عام 1920 في نيويورك على يد نخبة من الأدباء. في كتابه «جبران ـ حياته، موته، أدبه، فنّه» ذكر ميخائيل نعيمة أن الرابطة «تأسست بعد جلستين، عُقدت أولاهما في منزل عبد المسيح حداد، مالك ورئيس تحرير جريدة» السائح«النيويوركية العربية، بتاريخ 20 أبريل (نيسان) 1920». وورد في محضر هذه الجلسة التي دوّنها نعيمة بيده على حد تأكيده، أن «أحدهم رأى أن تكون لأدباء المهجر رابطة تضم قواهم وتوحد مسعاهم في سبيل اللغة العربية وآدابها. فلاقت الفكرة استحسان كل الأدباء الحاضرين وهم: جبران خليل جبران، نسيب عريضة، وليم كاتسفليس، رشيد أيوب، عبد المسيح حداد، ندرة حداد، ميخائيل نعيمة، إيليا أبو ماضي... وفي 28 منه، عقدت الجلسة الثانية والحاسمة في منزل جبران بحضور الأدباء، الذين حضروا الجلسة التمهيدية، إضافة إلى الأديب الفكه الياس عطا الله. تمت الموافقة على دستور الجمعية، وانتخب المؤسسون جبران عميدا للرابطة، وميخائيل نعيمة مستشارا، ووليم كاتسفليس خازنا، وكلفوا نعيمة مهمة تنظيم قانونها».
تفككت بمجرد موت جبران سنة 1932.
وقام أعضاءها بنشر الجرائد والصحف العربية في بلاد المهجر ومنها:
- مجلة «الفنون» وتُعنى بالأدب وناشرها كان نسيب عريضة.
- جريدة «السائح» وتُعنى بشؤون المهاجرين وناشرها كان عبد المسيح حداد.
- مجلة «السمير» وناشرها كان إيليا أبو ماضي وتُعنى بشؤون العرب في أمريكا. كانت تصدر 5 مرات في الأسبوع وتوقفت عام 1957 بعد وفاة المؤسسين.

## طالع
- قائمة أدباء المهجر اللبنانيين

## وصلات خارجية
- موقع الرابطة بالإنكليزية
- - جمعية الفنون

## ببليوغرافيا
- فواز أحمد طوقان: أسرار تأسيس الرابطة القلمية وعلاقة أعضائها بالفكر الاشتراكي: هل كان أدباء المهجر مؤيدين للحركة الشيوعية في أمريكا الشمالية؟ جبران خليل جبران، مخائيل نعيمة، نسيب عريضة، ندرة حداد، إيليا أبو ماضي، أمين الريحاني، رشيد أيوب، وديع باحوط، دار الطليعة للطباعة والنشر، 2005